# Carmen Cano
Carmen Cano Ruiz née le 31 décembre 1992, est une joueuse de hockey sur gazon espagnole. Elle évolue au poste d'attaquante au Club de Campo et avec l'équipe nationale espagnole.
Elle a participé aux Jeux olympiques d'été de 2020.

## Carrière

### Coupe du monde
- : 2018[2]

### Championnat d'Europe
- : 2019

### Jeux olympiques
- Top 8 : 2020